# Свен Хедин
Свен Андерс Хедин (на шведски: Sven Anders Hedin) е шведски пътешественик-изследовател, географ, топограф, фотограф.

## Биография

### Произход и ранни години (1865 – 1885)
Роден е на 19 февруари 1865 година в Стокхолм, Швеция, в семейството на Лудвиг Хедин, главен архитект на Стокхолм. През май 1885 година завършва средното си образование и приема предложение от студента Ерхард Сандгрен да замине като домашен възпитател в Баку, където бащата на Сандгрен работи като инженер.

### Първо пътуване до Персия (1885 – 1886)
На 15 август 1885 година заминава за Баку със Сандгрен и седем месеца по-късно на 6 април 1886 година самостоятелно пътува към Персия, посещава Техеран, Шираз и пристанищния град Бушер. Оттам по река Тигър достига до Багдад (тогава в Османската империя) и през Керманшах се връща в Техеран, след което пътува през Кавказ до Константинопол. На 18 септември 1886 година се завръща в Швеция и през 1887 година публикува първата си книга „През Персия, Месопотамия и Кавказ“.

### Образование (1886 – 1890)
От 1886 до 1888 година изучава геология, минералогия, зоология и латиница в Университета в Упсала. През декември 1888 година става кандидат за доктор по философия и от октомври 1889 до март 1890 година учи в Берлинския университет при изявения географ Фердинанд фон Рихтхофен, известен с въвеждането на термина „път на коприната“.
През 1889 година публикува съкратен превод на книгата на известния руски изследовател на Средна Азия Николай Пржевалски.

### Второ пътуване до Персия (1890 – 1891)
На 12 май 1890 година заминава за Персия като преводач на шведска дипломатическа мисия. Докато е там посещава планинската верига Алборз в Северен Иран, а на 11 юли 1890 година изкачва връх Дамаванд (5671 м, полуактивен вулкан и най-високият връх не само в Иран, но и в целия Близък Изток), където събира първичен материал за дисертацията си. През септември същата година продължава самостоятелно пътуването си по „пътя на коприната“ през градовете Машхад, Ашхабад, Бухара, Самарканд, Ташкент и Кашгар до западните покрайнини на пустинята Такламакан.
На обратния път към дома посещава гроба на Николай Пржевалски в Каракол на брега на езерото Исък Кул. На 29 март 1891 година се завръща в Стокхолм и на следващата година издава две книги – „Посолството на цар Оскар“ и „През Хорасан и Туркестан“.

### Докторска степен (1892 – 1893)
На 27 април 1892 г. Хедин заминава за Берлин, за да продължи обучението си под ръководството на Фердинанд фон Ритхофен. В началото на юли пътува до Университета в Хале-Витенберг, Хале, където посещава лекциите на Алфред Кирхоф. През същия месец получава докторска степен по философия с 28 страници дисертация, озаглавена „Лични наблюдения на Дамаванд“.
Фердинанд фон Ритхофен не само насърчава Хедин да завърши курсове за проучвания, но и да се запознае подробно с всички отрасли на географската наука и методологиите на изтъкнатата изследователска работа, така че по-късно да може да работи като изследовател. Хедин е привлечен от идеята да пътува до последните загадъчни части на Азия и да запълни пропуските, като картографира област, напълно непозната в Европа.

### Изследователска дейност (1893 – 1908)

#### Експедиция в Средна Азия (1893 – 1897)
На 16 октомври 1893 година Хедин заминава на експедиция в Средна Азия. Тръгва от Стокхолм, пътувайки през Санкт Петербург и Ташкент до планината Памир. Изследва Таримския басейн и река Тарим, котловината Цайдам, платото Ордос, пустинята Гоби, пустинята Такламакан, езерото Лобнор, езерото Кукунор и Северен Тибет. През март 1897 година пристига в Пекин и през Монголия и Русия се завръща в Стокхолм.
Резултатите от това пътуване са публикувани в книгата „През Азия“.

#### Експедиция в Централна Азия (1899 – 1902)
От 1899 до 1902 година следва втора експедиция до Централна Азия през Таримския басейн, Тибет и от Кашмир до Калкута.
Плава по реките Яркенд, Тарим и Кайди. Съставя карти на Тибет, но не е допуснат до град Лхаса, който бива забранен за европейците. Продължава към района Ладах, Индия, а оттам пътува до Лахор, Делхи, Агра, Лакнау, Бенарес и Калкута.
Тази експедиция довежда до 1149 страници карти, на които Хедин изобразява новооткритите земи и публикува книгата „Централна Азия и Тибет“.

#### Трета експедиция (1905 – 1908)
Между 1905 и 1908 година Хедин изследва централните ирански пустинни басейни, западните планини на Тибет и Трансхималая. Той е първият европеец, който достига до района Кайлаш, включително и свещеното езеро Манасаровар и връх Кайлаш, средната точка на Земята според будитстката и индуска митология.
Най-важната цел на експедицията е заличаване на „бялото петно“ на север от горното течение на Брахмапутра. Тръгва от Трабзон преминава през Персия и Афганистан и през август 1906 година достига до Лех, в долината на горното течение на река Инд, където наема голям керван. От там, въпреки противопоставянето на британските власти, продължава на изток. Няколко седмици керванът се придвижва покрай северните склонове на хребета Алинг Гангри, а след това по тесни речни долини, притиснати между високи хребети. На 85° и.д. пътят завива на югоизток и навлиза в напълно ненаселени райони. В края на годината експедицията достига до езерото Нгангце (87° и.д.), където провежда кратко зимуване.
В средата на януари 1907 година керванът продължава на юг и скоро Хедин се убеждава, че от долината на река Цангпо (горното течение на Брахмапутра) го отделя грандиозна стена. По-рано се е предполагало, че тук се простира плато с няколко тесни, разположени по паралела дълги хребети. От прохода Хедин вижда огромни каменни валове, образуващи, по негово мнение, единна непрекъсната верига. И той решава да провери своето предположение, да извърши пресичане на тази верига на възможно повече места. От Шигацзе, на река Цангпо, където му се налага да престои месец и половина, в края на март експедицията се насочва на запад, преодолявайки противодействието на китайските власти, като извършва странични маршрути на север и на юг от долината.
В най-горното течение на реката (там тя се нарича Мацанг) той определя, че от трите я съставящи южният поток е най-пълноводен и след като се изкачва по него открива действителните извори на Брахмапутра. Недалеко от там Хедин открива и изворите на река Сутледж, от басейна на Инд. След това се спуска до езерото Манасаровар, там построява лагер и докато керванът почива няколко дни той изследва системата езера Манасаровар – Лангак. След това с петима спътници Хедин се насочва на север и открива изворите на река Синги, една от съставящите на река Инд. В края на октомври 1907, на 32° с.ш., експедицията достига до керванския път, минаващ по долината на река Гартанг.
На молбата му да му се разреши да изследва „бялото петно“ между 84° и 87° и.д. китайските власти му отказват. Пренебрегвайки техния отказ в началото на декември с нов керван тръгва на път към това „бяло петно“. Началото на 1908 го заварва сред лабиринт от диви планини и студове до -40 °C. Едва в началото на февруари керванът достига до добри пасища за яковете. В началото на април, на 84° и.д. Хедин още веднъж пресича планинската страна до долината на река Цангпо, като по този начин завършва нейното изследване.
Осемкратното пресичане на високопланинския регион по 31° с.ш. (между 80 и 87° и.д.) му позволяват да оконтури планинска система, известна по-рано в отделни пунктове и наименувана от него Трансхималаи (Гандисишан). Тази система се простира успоредно на Хималаите на север от тях и е вододел между Индийския океан и многочислените безотточни тибетски езера. Хедин проследява Трансхималаите на около 700 км, а цялата им дължина оценява на 2300 км (действителна 1600 км).
При завръщането си е посрещнат триумфално в Стокхолм, но предизвиква все по-силен скептицизъм и критики сред Британското кралско географско дружество. Резултатите от пътуването са публикувани в книгата „Трансхималаи“.

### Следващи години (1908 – 1952)
След 1911 година Свен Хедин се включва в шведския политически живот като привърженик на въоръжаването. В началото на Първата световна война е военен кореспондент на Източния и Западния фронт. В резултат на прогерманските си репортажи е изключен от Британското кралско географско дружество.
През 1916 година пътува в Близкия изток, а през 1923 до Пекин, като преди това посещава Гранд Каньон в САЩ. Поради политически и социални безредици в Китай напуска страната и през ноември и декември пътува с Франсис Август Ларсън (наричан „монколският херцог“) с автомобил „Додж“ от Пекин до Монголия. От столицата Улан Батор продължава до Улан Уде, Русия, а оттам по Транссибирската железопътна линия до Москва.
Между 1927 и 1935 година Хедин води международна китайско-шведска експедиция, която проучва метеорологията, топографията и праисторията на Монголия, пустинята Гоби и Таримския басейн. В експедицията участват археолози, астрономи, ботаници, географи, геолози, метеоролози и зоолози от Швеция, Германия и Китай, като Хедин им дава възможност да извършват изследвания в областите на тяхната специалност.
През 1936 година Свен Хедин произнася реч при откриването на Олимпиадата в Берлин. През следващите години се ангажира с дипломатически мисии в Германия и пронацистки публикации, включително книгата „Америка в борбата между континентите“, в която обвинява Рузвелт за Втората световна война.
Носител на много отличия, като медала Виктория на Британското кралско географско дружество и медала Вега на Шведското географско дружество.
След смъртта му на 26 ноември 1952 година Кралската академия на науките в Швеция и Стокхолмския етнографски музей създават фондация „Свен Хедин“.

## Трудове
- Genom Persien, Mesopotamien och Kaukasien: reseminnen, 1887
- Genom Khorasan och Turkestan: minnen från en resa i Centralasien 1890 och 1891, 1892 – 93
- En färd genom Asien (Путешествие по Азии), 1 – 2, 1898
- Asien – Tusen mil på okända vägar 1 – 2, 1903
- Öfver land till Indien 1 – 2
- Durh Asien Wüsten (Bd. 1 – 2, 1899)
- Scientific results of a journey in Central Asia 1899 – 1902, 1 – 7, 1904 – 07
- Im Herzen von Asien (Bd. 1 – 2, 1903)
- Transhimalaya: upptäckter och äfventyr i Tibet, 1 – 3, 1909 – 12
- Från pol till pol, 1 – 2, 1911
- Fronten i väster, 1915
- Kriget mot Ryssland, 1915
- Ein Volk in Waffen: den deutschen Soldaten gewidmet, 1915
- Southern Tibet: discoveries in former times compared with my own researches in 1906 – 1908, 1 – 12, 1915 – 22
- Till Jerusalem, 1917
- En levnadsteckning, 1920
- Gran Canyon, 1925
- Jehol – Kejsarstaden, 1931
- Erövringståg i Tibet, 1934
- Stora hästens flykt, 1935
- Tyskland – 60 år, 1939
- Chiang Kai-Shek: marskalk av Kina, 1939
- Mitt liv som upptäcksresande, 1 – 4, 1930
- Det kämpande Tyskland (under medverkan av Sven Hedin), 1941
- History of the expedition in Asia 1927 – 1935, 1 – 4, 1943 – 45
- Utan uppdrag i Berlin, 1949
- Mina hundar i Asien, 1952